# Дніпро (Херсон)
ХК «Дніпро» — український хокейний клуб з міста Херсон. У сезоні 2009—2010 виступав у Чемпіонаті України з хокею.
Домашні ігри проводив на ковзанці «Фаворит-Арена».
Офіційні кольори клубу жовтий та синій.

## Історія
Клуб заснований у 1999 році. Поштовхом для створення команди стала побудова льодового комплексу «Фаворит-Арена» в місті Херсоні в рамках програми розвитку хокею в Україні[джерело?].

## Сучасність
У сезоні 2009—2010 ХК «Дніпро» (Херсон) виступав у Чемпіонаті України з хокею та переміг у Першому етапі Дивізіону В[джерело?].
На другому етапі Кваліфікаційного раунду поступились СДЮСШОР-Ворони (Суми) з рахунком 2:0 (14:2; 6:1)[джерело?].
Участь у сезоні 2017—2018 — перший виступ у чемпіонаті України, що організовує УХЛ. Дебют «Дніпра» розпочався з перемоги над «Крижаними Вовками» (4:0).
У квітні 2018 року хокеїсти клубу Микита Кругляков та Данило Дуюн виступили за Юніорську збірну України з хокею (Перший дивізіон групи B). Круглякову вдалося забити 2 шайби та провести 1 результативну передачу, на рахунку Дуюна 1 передача.
У 2023 році захисник команди Артем Гребеник у матчі проти ХК «Київ» став першим українським захисником у чемпіонатах країни, який закинув п'ять шайб в одній грі.

## Досягнення
Чемпіонат України
- Срібний призер (1): 2018/19
- Бронзовий призер (4): 2019/20, 2021/22, 2022/23, 2023/24

Кубок Чорного моря
- Володар кубка (5): 2009, 2011, 2012, 2013, 2015[10]